# Kapper

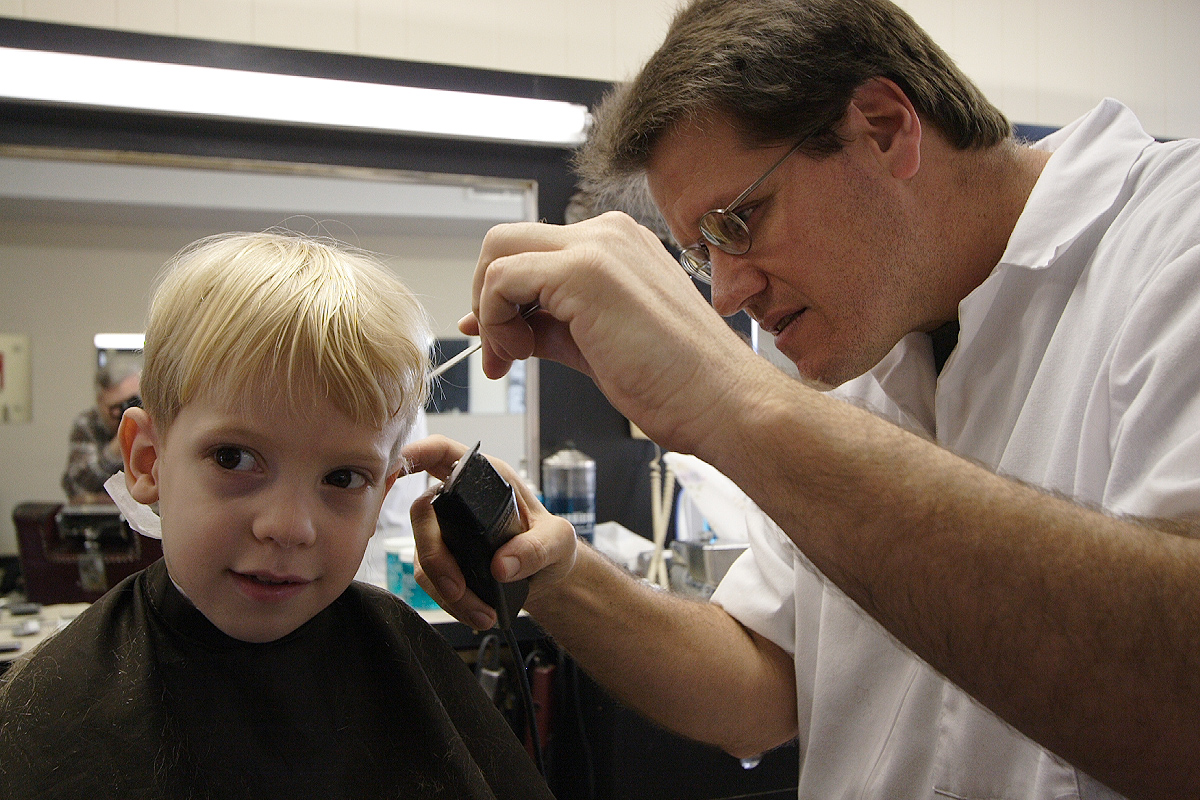
Een kapper aan het werk

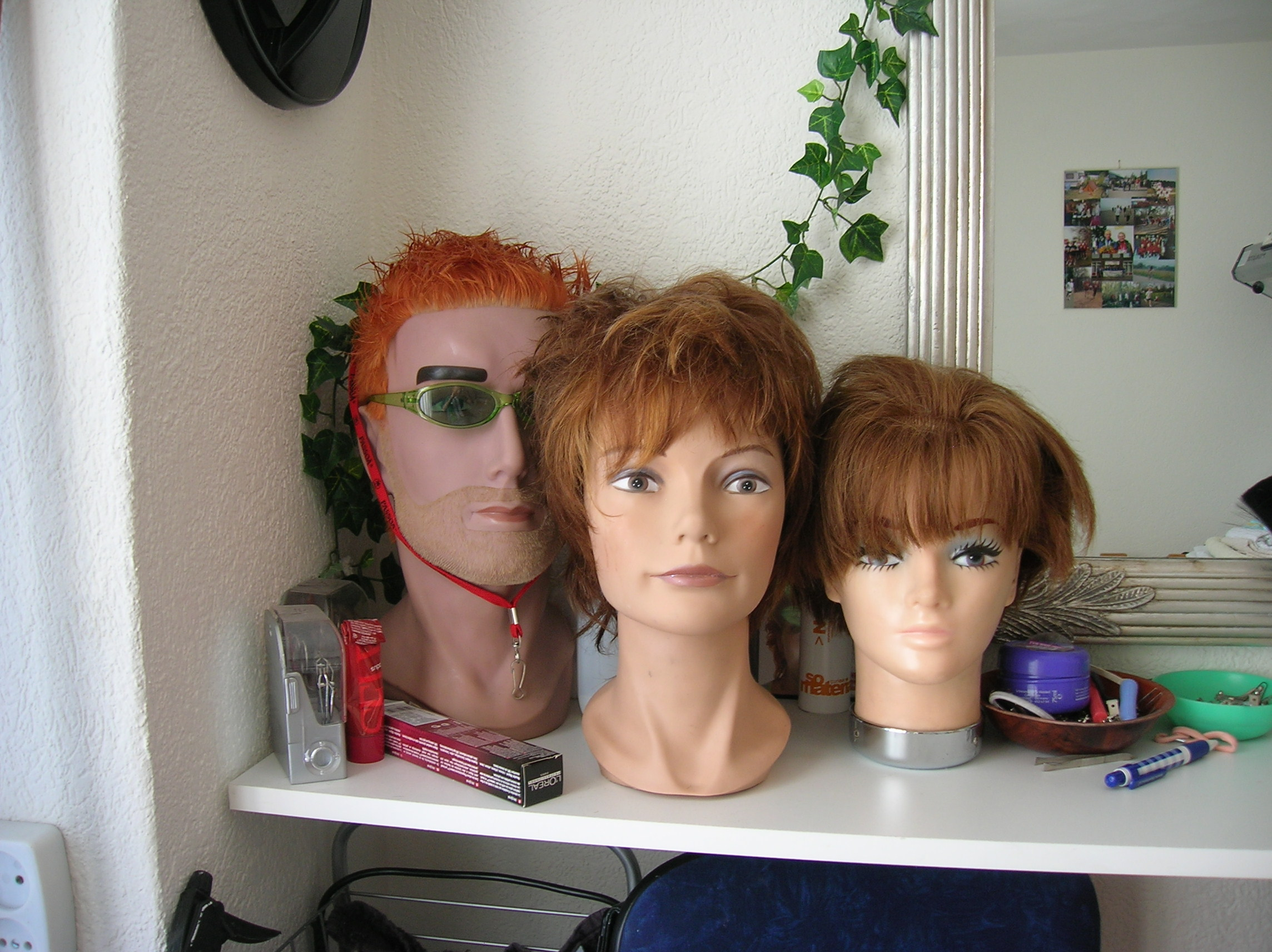
Kap-poppen

Een kapper of kapster (soms ook wel met een Frans woord coiffeur, vrouwelijk coiffeuse) is iemand die voor zijn of haar beroep haar knipt of stileert. Een herenkapper die zich toelegt op het verzorgen van baarden en snorren wordt wel barbier genoemd.
Een kapper werkt in een kapsalon of bezoekt mensen aan huis. Niet alleen wordt het haar geknipt, maar het kan ook worden geverfd (kappers gebruiken liever de term 'kleuren'), gebleekt, in model gekapt of geföhnd. Er zijn dames- en herenkappers.

## Opleiding

### Nederland
Vroeger leerde men in Nederland het dames- en herenvak apart, tegenwoordig is het één opleiding. Eerst leert men voor kapper. In dit gedeelte van de opleiding leert de leerling permanenten, knippen en föhnen bij zowel vrouwen als mannen. Als dit diploma behaald is, kan de leerling verder met de opleiding allroundkapper. In dit gedeelte van de opleiding leert de leerling snijden, watergolven, omvormen, kleuren, vlechten en opsteken. Voor elk onderdeel wordt een theorie- en praktijkexamen afgenomen. Dit wordt beoordeeld door vakdocenten en onafhankelijke observatoren.
De opleiding kan worden gevolgd aan een regionaal opleidingencentrum of aan een particuliere school. Een aantal onderwijsinstellingen biedt mogelijkheden het kappersvak in deeltijd te volgen. Naast vakopleidingen (mbo-3 of mbo-4 niveau) is het ook mogelijk om (deel)opleidingen en cursussen te volgen die zich richten op specifieke onderdelen van het kappersvak.
Aan een regionaal opleidingencentrum duurt de opleiding kapper twee jaar en de vervolgopleiding tot allroundkapper een jaar. Dit geeft uiteindelijk een mbo-diploma niveau 3. De opleiding op het regionaal opleidingencentrum kan op twee manieren gevolgd worden. De eerste manier is de beroepsopleidende leerweg. De leerling gaat elke dag naar school en loopt op afgesproken tijden stage in een kapsalon. De andere manier is beroepsbegeleidende leerweg. Bij deze vorm gaat de leerling één dag per week naar school. De andere vier dagen werkt de leerling in een door de SBB erkende kapsalon. De kapsalon heeft als taak de leerling op te leiden, naast de praktijklessen op school.
Het is ook mogelijk om bepaalde vaardigheden te leren (bijvoorbeeld haarknippen, volume maken, opsteken & vlechten of haarverven & blonderen) door op maat gesneden cursussen te volgen. Het aanbod van deze cursussen varieert van incidentele cursussen bij lokale kapsalons tot landelijk opererende kappersopleidingen met een modulair aanbod. Deze cursussen vereisen veelal geen vooropleiding, zijn laagdrempelig en voornamelijk praktijkgericht en leiden tot het behalen van deelcertificaten. Ze zijn bedoeld voor zowel professionele kappers die een opfriscursus nodig hebben als non-professionals die een specifieke techniek onder de knie willen krijgen.

### België
De opleiding loopt over drie jaar. Het onderwijs in Vlaanderen kent op secundair niveau praktische opleidingen "Haarzorg", als voorbereiding op het beroep van haarkapper. In de basisopleiding wordt ingegaan op de verschillende haarsoorten, het maken van kapsels, de omgang met klanten, en het gebruik van toestellen en producten. In de opleiding zit ook een onderdeel 'persoonlijkheidsvorming', met onder meer etiquette, contactvaardigheden, telefoneren en omgaan met kritiek. In de vervolgopleiding gaat het over aandoeningen van het haar, gelaatsverzorging en inrichting van een kapsalon. Nadien volgt nog een keuzerichting haarstilist.